# Thaiphusa chantaburiensis
Thaiphusa chantaburiensis is een krabbensoort uit de familie van de Potamidae. De wetenschappelijke naam van de soort is voor het eerst geldig gepubliceerd in 1973 door Chuensri.